# Daniel Lovitz
–
Daniel Lovitz (* 27. August 1991 in Wyndmoor, Pennsylvania) ist ein US-amerikanischer Fußballspieler, der als Mittelfeldspieler eingesetzt wird.

## Karriere

### Jugend und Amateurfußball
Lovitz spielte während seiner Zeit an der Elon University für das Collegeteam seiner Universität. In 80 Spielen erzielte er neun Tore und bereitete weitere 16 vor. In den Jahren 2012 und 2013 spielte er außerdem noch für Carolina Dynamo in der USL Premier Development League.

### Vereinskarriere
Am 16. Januar 2014 wurde er als fünfter Pick in der zweiten Runde des MLS SuperDraft 2014 vom Toronto FC gewählt. Nach seiner Verpflichtung wurde Lovitz zusammen mit Quillan Roberts und Manny Aparicio an die Wilmington Hammerheads ausgeliehen. Sein Pflichtspieldebüt absolvierte er am 5. April 2014 beim 0:0 gegen Harrisburg City Islanders. Am folgenden Spieltag erzielte er sein erstes Tor beim 4:3-Sieg gegen die Pittsburgh Riverhounds. 
Am 12. Dezember 2014 wurde Lovitz beim MLS Expansion Draft vom New York City FC gewählt. Ein paar Stunden später wurde bekannt, dass der Toronto FC Lovitz gegen eine Ablösesumme zurückgekauft hatte.
Daniel Lovitz spielte insgesamt drei Saisons in der Major League Soccer für Toronto, in denen er in 40 Ligaspielen eingesetzt wurde. Ein Tor konnte er dabei nicht erzielen.
Zur Saison 2017 wechselte Lovitz zum Ligakonkurrenten Montreal Impact. Sein erstes Spiel für Montreal absolvierte er am 4. März 2017, als er im Spiel gegen die San Jose Earthquakes eingewechselt wurde. Erstmals von Beginn an spielte er am 1. April 2017 im Spiel gegen Chicago Fire. In diesem Spiel gab Bastian Schweinsteiger sein Debüt für Chicago, nachdem er in die Major League Soccer gewechselt war.